# Arche de la Défense
L’arche de la Défense ou Grande Arche est un immeuble de bureaux situé dans le quartier d'affaires de La Défense à l'ouest de Paris, sur le territoire de la commune de Puteaux. Inaugurée en 1989 au moment du bicentenaire de la Révolution sous le nom de grande arche de la Fraternité, et construite sur l'axe historique parisien, c'est l'un des grands travaux de François Mitterrand réalisés au cours de son premier mandat de président de la République française.
Le bâtiment a été conçu par l'architecte danois Johan Otto von Spreckelsen.

## Histoire

### Construction

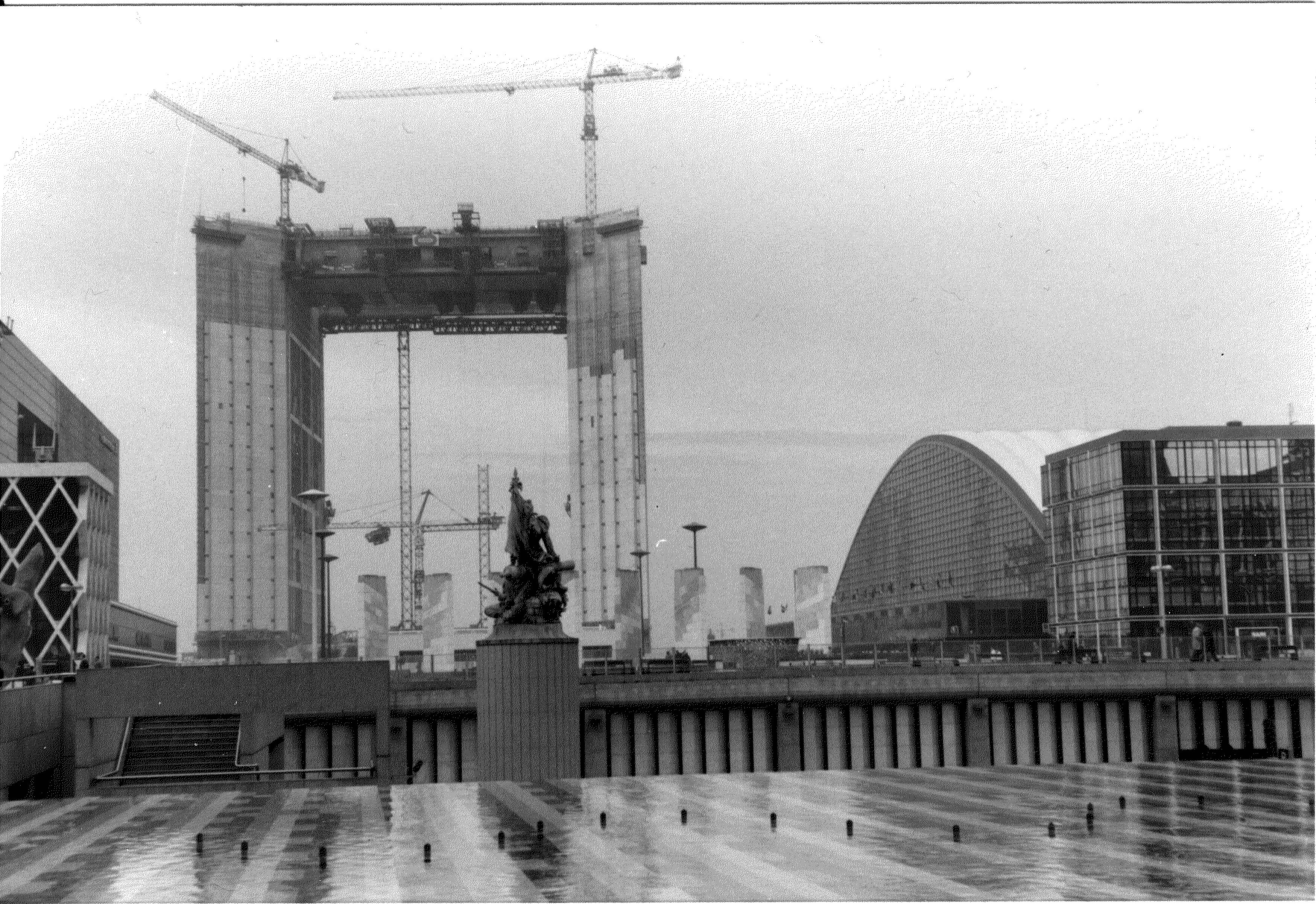
L'Arche en construction,
le 21 janvier 1988.

Deux présidents de la République ont pour projet de marquer l'axe historique de Paris par une œuvre architecturale monumentale : Georges Pompidou (avec un projet de Ieoh Ming Pei, un projet d'Émile Aillaud, et surtout la Tour Lumière Cybernétique de Nicolas Schöffer), et Valéry Giscard d'Estaing (avec un projet de Jean Willerval),. C'est finalement le président François Mitterrand qui concrétise ce projet, sous le nom de projet Tête Défense.
Serge Antoine, conseiller référendaire à la Cour des comptes et passionné de futurologie, est chargé de préciser le programme de ce projet. Il évalue dans son rapport remis en mars 1982, à deux milliards le coût de l'opération, auxquels il faut ajouter 276 millions pour la préparation du terrain par l'EPAD et 300 de manque à gagner. Le 7 juillet 1982, Roger Quilliot, ministre de l'Urbanisme et du Logement, et Robert Lion, président de l'EPAD, lancent officiellement un concours international d'architecture,. Ce concours réunit 424 projets anonymes venus du monde entier, dont quatre sont sélectionnés par le jury et présentés au président. Le 25 mai 1983, François Mitterrand, se ralliant à la proposition du jury, retient le projet de l'architecte danois Johan Otto von Spreckelsen (professeur à l'Académie royale des beaux-arts du Danemark, architecte inconnu sans agence ni associé, mais qui a séduit par sa forme fétiche sur laquelle il travaille depuis de nombreuses années, le cube ouvert pour former une grande arche). Pour répondre aux contraintes techniques, Spreckelsen s'associe à l'ingénieur-concepteur danois Erik Reitzel qui s'aperçoit que pour installer les fondations de la structure de l'Arche, il faut respecter l'autoroute et les lignes ferroviaires. Spreckelsen a l'idée alors de placer le cube pas vraiment dans l'axe historique de Paris, avec lequel il forme un angle de 6,30°, donnant ainsi de la profondeur à son monument.
Les relations entre Spreckelsen et ses clients (ministère de l'Équipement, EPAD, la société qui gère le centre de communication et la Caisse des dépôts et consignations) sont difficiles. Le règlement du concours prévoit que si le vainqueur est étranger il devra être épaulé par une équipe technique française, familière des rouages administratifs nationaux. L'architecte danois décide en janvier 1984 de confier la responsabilité de la construction à Paul Andreu et de garder la partie conception. Conduits par l'entreprise française de travaux publics Bouygues, les travaux débutent réellement en 1985. Deux mille ouvriers qualifiés travaillent sur ce chantier (deux d'entre eux perdent la vie lors de la construction des structures supérieures).
En avril 1986, le nouveau gouvernement de Jacques Chirac remet en cause le caractère public du bâtiment et supprime le Carrefour International de la Communication qui était l'âme du projet. Spreckelsen, ulcéré par la dénaturation de son projet, démissionne et meurt quelques mois plus tard. La construction des deux piliers dure un an environ, deux équipes indépendantes travaillant en parallèle sur chacun d'eux.
L'inauguration a lieu en juillet 1989, deux ans après la mort de Johan Otto von Spreckelsen. L'an 1989 est marqué par des célébrations d'envergure telles que les cent ans de l'inauguration de la tour Eiffel, le bicentenaire de la Révolution et de la déclaration des droits de l'homme et du citoyen (l'ouverture au public le 26 août 1989 intervient justement pour célébrer ce dernier évènement). Le sommet du G7 intervient au même moment.

### Exploitation
En 2007, le gouvernement envisage le regroupement des administrations centrales de l'Équipement dans une nouvelle tour dans le cadre du plan de relance du quartier d'affaires de La Défense. Il envisage le financement de l'opération par la vente des locaux accueillant ces administrations dans la Grande Arche. Dans cet objectif, le classement de la Grande Arche au titre des monuments historiques est étudié, afin de préserver l'architecture de l'édifice.
Depuis le 24 avril 2010, l'accès au toit de la Grande Arche est fermé au public,. En effet, la chute d'une poulie le 4 avril avait contraint le ministère de l'Écologie, de l'Énergie, du Développement durable et de la Mer à suspendre immédiatement l'utilisation des ascenseurs panoramiques pour des raisons de sécurité. Du 4 au 24 avril, il a été toléré que des visiteurs se rendent dans les musées en passant par les ascenseurs situés dans les colonnes de la Grande Arche. Le ministère a engagé un audit pour connaître les causes exactes de cet accident. Les ascenseurs ont néanmoins été réparés pendant l'été.
Le ministère a tout d'abord annoncé un délai de fermeture de quatre mois, puis une réouverture en janvier 2011. Il indique finalement qu'il compte fermer définitivement la Grande Arche au public et récupérer les locaux du toit de la Grande Arche pour les transformer en bureaux et salles de réunion, privant ainsi les Hauts-de-Seine du monument le plus visité du département, avec 250 000 visiteurs par an. La fermeture du toit provoque le licenciement d'une quarantaine de personnes.
En 2013 aboutit le processus juridique d'expulsion de la société d'exploitation du toit de la Grande Arche, qui rend le ministère officiellement propriétaire du toit.
Le 3 décembre 2014, Olivier de Guinaumont, directeur de la maîtrise d'ouvrage d'Eiffage, annonce le lancement d'un chantier de rénovation de la Grande Arche, pour un budget estimé à 192 millions d'euros. Il s’agit de réaménager complètement l'intérieur du pilier Sud, de rouvrir le toit et de remplacer les marbres des façades et des escaliers par du granit, ces marbres ayant subi des altérations attribuables à la « décohésion granulaire », accélérée par la pollution atmosphérique. Cette rénovation s'est achevée en mars 2017. L’État devient nu-propriétaire et rembourse Eiffage sous forme d’un loyer versé pendant vingt ans,. Le 12 septembre 2016, quinze architectes de renom critiquent, dans une tribune du Monde, les propriétaires de la paroi Nord du bâtiment qui « ont décidé de ne pas se coordonner avec les travaux menés par l’État, et même de remplacer les plaques de marbre manquantes par des plaques en tôle émaillée de même ton ». Ils interpellent l'État pour qu'il assure la protection des grands monuments qu'il a lui-même contribué à faire construire,.
Le 16 juin 2017, après des travaux de restauration et de reconfiguration du pilier sud et du toit (les plaques de marbre de Carrare qui se détachaient ont été remplacées par du granit) et huit ans de fermeture au public, l'Arche rouvre, avec un espace d'exposition de 1 200 m2 dédié au photojournalisme, un auditorium et un restaurant. Deux nouveaux ascenseurs sont ajoutés.
Le 28 avril 2023, le Toit de la Grande Arche et son espace événementiel ferment définitivement, l'exploitant annonçant des pertes colossales,.

## Monument

### Forme

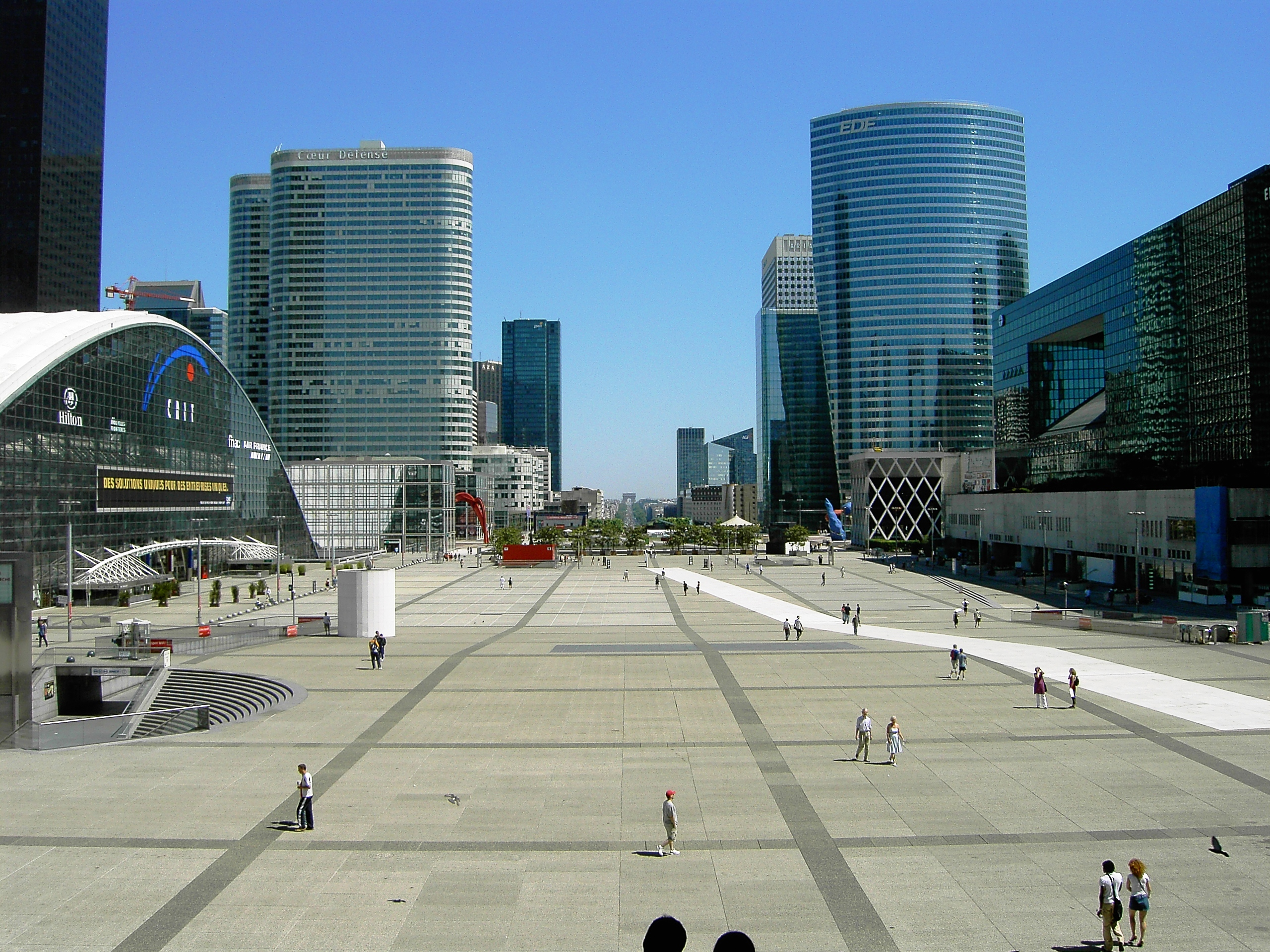
Vue de l'Arc de triomphe depuis la Grande Arche.

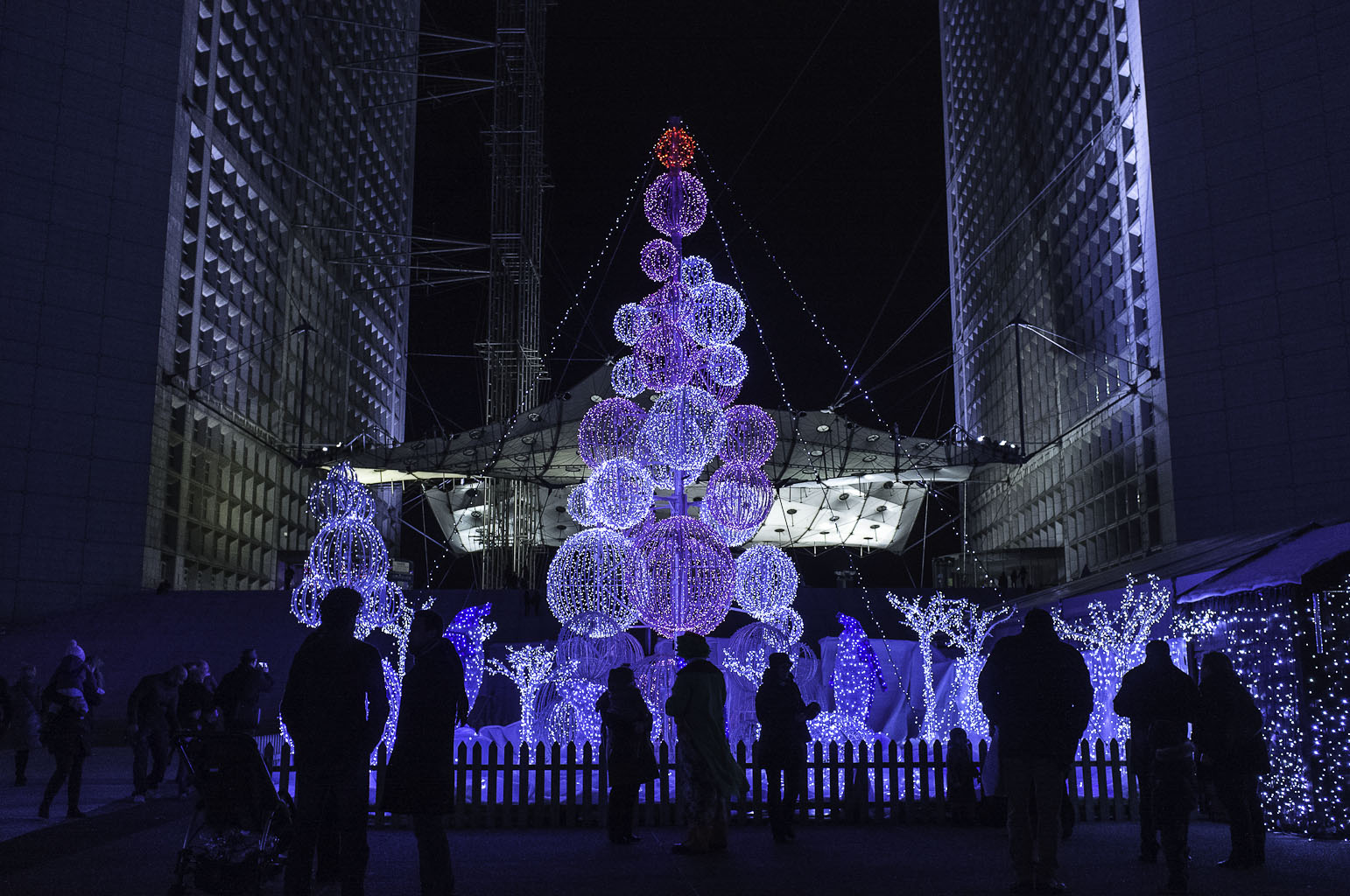
Décoration de Noël de la Grande Arche.

Johan Otto von Spreckelsen et Erik Reitzel conçoivent la Grande Arche comme une version du XXe siècle de l'Arc de triomphe de l'Étoile : un monument consacré à l'humanité et aux idéaux humanitaires plutôt qu'aux victoires militaires.
La Grande Arche a à peu près la forme d'un cube évidé en son centre, mesurant 112 m de long, 106,9 m de large, pour une hauteur de 110,9 m. Le vide intérieur permettrait d'abriter la Cathédrale Notre-Dame de Paris. Il a été suggéré que la structure ressemble à un hypercube en quatre dimensions (un tesseract) qui est projeté sur le monde tridimensionnel.

L'arrière de la Grande Arche.
Vue arrière côté Nanterre.

### Matériaux
Johan Otto von Spreckelsen et Erik Reitzel utilisent des matériaux de grande qualité pour l'œuvre : béton précontraint à base de fumée de silice, alliant solidité et flexibilité (une densité de 350 kg/m3 contre 120 kg/m3 pour un pont normal)[réf. nécessaire], 2,5 ha de verre anti-reflets, 3,5 ha du même type de marbre que celui utilisé par Michel-Ange pour ses œuvres : le marbre de Carrare. Trop poreux, le marbre absorbe l’eau, se bombe et se décroche. Le marbre gris des façades nord et sud a dû être remplacé par un granit dix ans après la construction, et le marbre blanc des façades est et ouest connaît le même problème.
Sur ses faces extérieures, la Grande Arche est recouverte de plaques de verre de 5 cm d'épaisseur, traitées spécialement pour empêcher toute déformation optique et résister à des vents de forte puissance. Les autres parements sont recouverts de plaques de marbre blanc de Carrare et de granite gris. Elle est montée sur douze piliers qui s'enfoncent à trente mètres dans le sol et qui supportent sa masse de 300 000 tonnes.
Le monument possède une mégastructure conçue de telle sorte que les forces soient exercées dans toutes les directions : tel un dé, la Grande Arche pourrait reposer sur n'importe quelle face[réf. nécessaire]. Chaque face horizontale du cube est composée de quatre fois quatre traverses de béton de 75 mètres de long.

### Axe historique

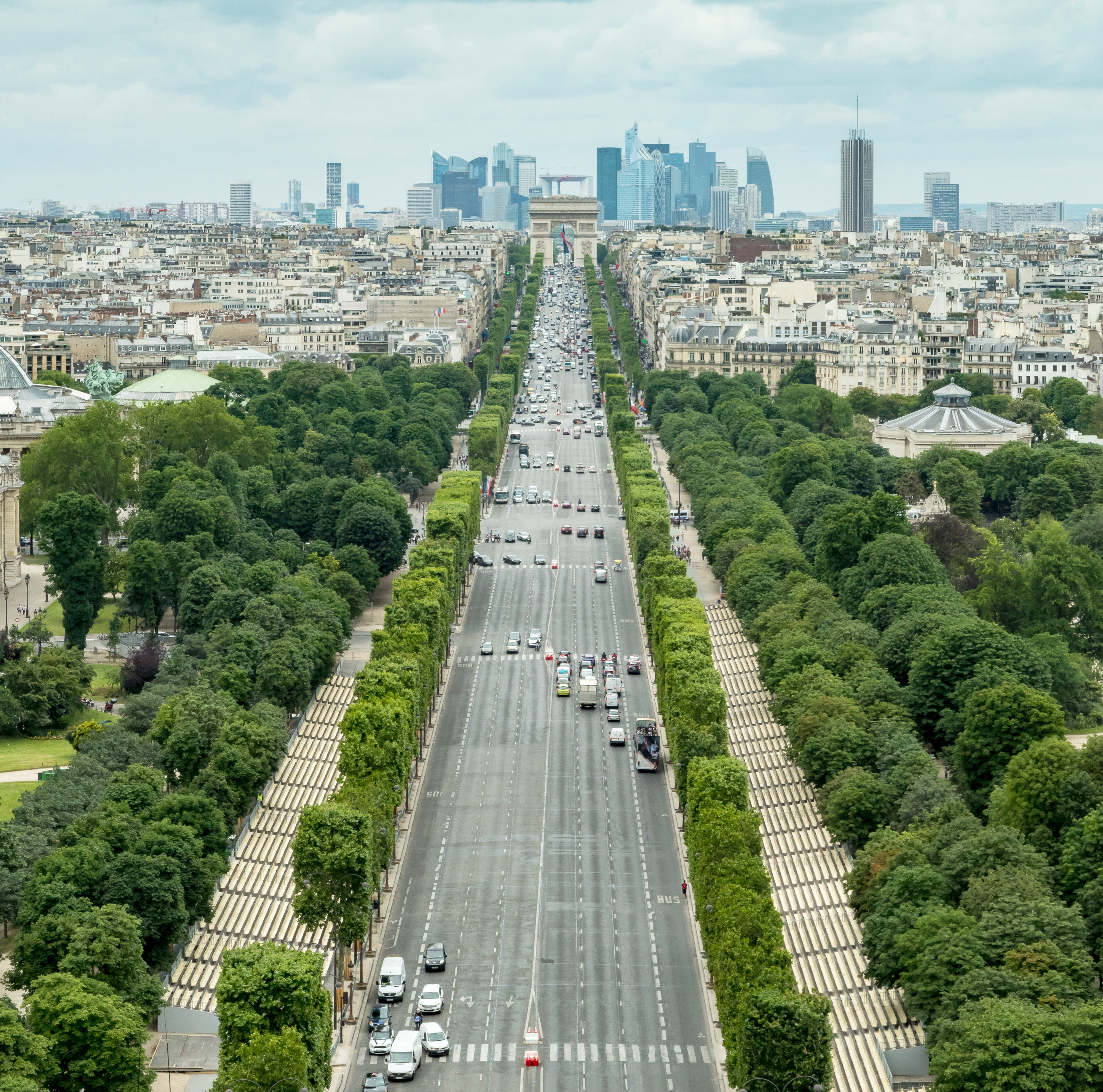
La Grande Arche dans l'axe historique de Paris, derrière l'Arc de Triomphe de l'Étoile. La déviation de 6,30° avec la perspective est ici rendue visible.

Le monument est construit dans l'axe historique parisien, ou voie royale, rejoignant d'autres monuments tels que l'Arc de triomphe de l'Étoile, l'Obélisque sur la place de la Concorde, les jardins des Tuileries, l'Arc de triomphe du Carrousel, et la statue équestre de Louis XIV dans la cour Napoléon du palais du Louvre.
Toutefois, la Grande Arche fait un angle de 6,30° avec l'axe,. La raison est double :
- d'un point de vue technique d'abord : Erik Reitzel n'a pu installer les fondations de la structure de la Grande Arche qu'en respectant l'autoroute et les lignes ferroviaires existantes au sous-sol, ainsi que le projet de prolongement de la ligne 1 du métro de Paris,
- d'autre part d'un point de vue symbolique : Johan Otto von Spreckelsen a entériné le décalage de la Grande Arche de 6,30° qui mettait en valeur le volume du cube et recréait sensiblement le décalage existant déjà entre la cour carrée du Louvre et l'axe historique.

## Propriétaires et usages
En 1987, le ministre de l'Équipement Pierre Méhaignerie déclare que le ministère de la Défense sera transféré dans la Grande Arche.
Le ministère de la Transition écologique est propriétaire du pilier Sud, du toit et des deux escaliers monumentaux. Axa et la Caisse des dépôts sont propriétaires du pilier Nord.
Le toit de la Grande Arche hébergeait, jusqu'à sa fermeture au public, un centre de congrès et d'exposition, le musée de l'informatique, le musée du jeu vidéo, le Toit citoyen (un club d'élus de comités d'entreprise), le ô110 (un restaurant gastronomique), ainsi qu'un belvédère offrant une vue panoramique sur tout le quartier de la Défense et l'ouest de Paris. Ces aménagements étaient accessibles par une batterie d'ascenseurs panoramiques presque entièrement vitrées et situées dans le creux de la Grande Arche.
À partir de la rentrée 2009, l'Institut d'économie scientifique et de gestion — School of Management (IÉSEG) installe son campus parisien dans ses locaux situés dans le socle de la Grande Arche. Une partie de ces locaux ont aussi été temporairement occupés par une antenne de la Faculté libre de Droit de l'Institut catholique de Lille. Ils remplacent le centre d'informations sur l'Europe dit « Sources d'Europe », fermé en juin 2004 mais dont le fonds a été transféré à La Documentation française.
Le Bureau d'enquêtes sur les événements de mer (BEAmer) et le Bureau d'enquêtes sur les accidents de transport terrestre (BEA-TT) ont leur siège dans le pilier Sud,.

## La Grande Arche et les arts
Le drame personnel de Johan Otto von Spreckelsen et la lutte politique entre la droite et la gauche dont l'Arche fut l'enjeu, jusqu'à ce jour encore, sont le sujet du roman-enquête La Grande Arche de Laurence Cossé paru en 2016 aux éditions Gallimard.
Le réalisateur Stéphane Demoustier en a tiré le scénario du film "l'Inconnu de la Grande Arche", présenté au Festival de Cannes 2025 , dans la sélection "un certain regard". La première projection du film a eu lieu au Palais du festival le 15 mai 2025.

## Accès
La Grande Arche est desservie par :
- les lignes A et E du RER, les lignes Transilien L et U, et la ligne 2 du tramway d'Île-de-France à la gare de la Défense ;
- La ligne 1 du métro de Paris à La Défense ;
- Onze lignes de bus RATP ;
- un terminal d'autocars.

Les correspondances entre ces modes de transports sont assurées par la salle d'échange (Cœur Transports) située sous le parvis.